# 21290 Vydra
21290 Vydra è un asteroide della fascia principale. Scoperto nel 1996, presenta un'orbita caratterizzata da un semiasse maggiore pari a 2,6720148 UA e da un'eccentricità di 0,0550541, inclinata di 15,36849° rispetto all'eclittica.